# Khenpo Lodro Tengye
 (novembre 2016).
Si vous disposez d'ouvrages ou d'articles de référence ou si vous connaissez des sites web de qualité traitant du thème abordé ici, merci de compléter l'article en donnant les références utiles à sa vérifiabilité et en les liant à la section « Notes et références ».
Khenpo Lodro Tengye (né en 1978 à Hong Kong) est un moine et maître bouddhiste d'origine taïwanaise de la tradition tibétaine, Khenpo signifie docteur érudit, Lodro Tengye est son nom dharmique en tibétain. Il est interprète chinois-tibétain du 17e Karmapa, son nom mondain chinois est CHEN Yuquan (陳宇全), son père CHEN Lü'an était un homme politique célèbre de la République de Chine (Taïwan), plusieurs fois ministre et candidat à l'élection présidentielle.